# Зоран Квржич
Зоран Квржич (босн. Zoran Kvržić, нар. 7 серпня 1988, Добой) — боснійський футболіст, півзахисник клубу «Рієка».
Виступав, зокрема, за клуб «Осієк», а також національну збірну Боснії і Герцеговини.

## Клубна кар'єра
У дорослому футболі дебютував виступами за команду клубу «Рудар Станарі». 
З 2008 по 2010 рік грав у складі команд клубів «Пролетер Теслич» та ХАШК.
Своєю грою за останню команду привернув увагу представників тренерського штабу клубу «Осієк», до складу якого приєднався 2010 року. Відіграв за команду з Осієка наступні три сезони своєї ігрової кар'єри. Більшість часу, проведеного у складі «Осієка», був основним гравцем команди.
2013 року став гравцем «Рієка», а з 2015 по 2017 захищав на умовах оренди кольори «Спеції» та «Шерифа».
До складу клубу «Рієка» повернувся після оренди у 2017 році. Після повернення до клубу, станом на 6 жовтня 2017 відіграв за команду з Рієки 8 матчів в національному чемпіонаті.
| Дата       | Місто   | Господарі            | Результат | Гості                | Турнір            | Голи | Примітки |
| ---------- | ------- | -------------------- | --------- | -------------------- | ----------------- | ---- | -------- |
| 16-12-2011 | Анталья | Польща               | 1 – 0     | Боснія і Герцеговина | товариський матч  | 0    | 56'      |
| 11-10-2013 | Зениця  | Боснія і Герцеговина | 4 – 1     | Ліхтенштейн          | Відбір до ЧС 2014 | 0    | 62'      |
| 19-11-2013 | Манаус  | Аргентина            | 2 – 0     | Боснія і Герцеговина | товариський матч  | 0    | 69'      |
| 16-11-2014 | Хайфа   | Ізраїль              | 3 – 0     | Боснія і Герцеговина | Відбір до ЧЄ 2016 | 0    |          |
| Усього     |         | Матчів               | 4         |                      | Голів             | 0    |          |

## Титули і досягнення
- Володар Кубка Хорватії (2):

Рієка: 2013-14, 2018-19
- Володар Суперкубка Хорватії (1):

Рієка: 2014
- Чемпіон Молдови (1):

Шериф: 2016-17
- Володар Кубка Молдови (1):

Шериф: 2016-17
- Володар Суперкубка Молдови (1):

Шериф: 2016
- Чемпіон Боснії і Герцеговини (1):

Борац: 2023-24